# Acanthosia pervolgata
Acanthosia pervolgata is een vlinder van de familie van de spinneruilen (Erebidae). De wetenschappelijke naam van deze soort is voor het eerst voorgesteld door Anton Valerjevitsj Volynkin in een publicatie uit 2025.
De soort komt voor in Guinee, Liberia, Ivoorkust, Nigeria, Kameroen, Gabon, Congo-Brazzaville, Congo-Kinshasa en Zambia.